# Aulacaspis maculata
Aulacaspis maculata är en insektsart som beskrevs av Cockerell 1898. Aulacaspis maculata ingår i släktet Aulacaspis och familjen pansarsköldlöss. Inga underarter finns listade i Catalogue of Life.